# Lluita als Jocs Olímpics d'estiu de 1906
Als Jocs Olímpics d'Estiu de 1906 a Atenes es disputaren quatre proves de lluita, totes en la modalitat de lluita grecoromana masculina. Actualment anomenats Jocs Intercalats, avui dia no són considerats oficials pel Comitè Olímpic Internacional.

## Resum de medalles
| Prova         | Or                   | Argent           | Bronze         |
| Pes lleuger   | Rudolf Watzl         | Karl Karlsen     | Ferenc Holubán |
| Pes mig       | Verner Weckman       | Rudolf Lindmayer | Robert Behrens |
| Pes pesant    | Søren Marinus Jensen | Henri Baur       | Marcel Dubois  |
| Classe oberta | Søren Marinus Jensen | Verner Weckman   | Rudolf Watzl   |

## Medaller

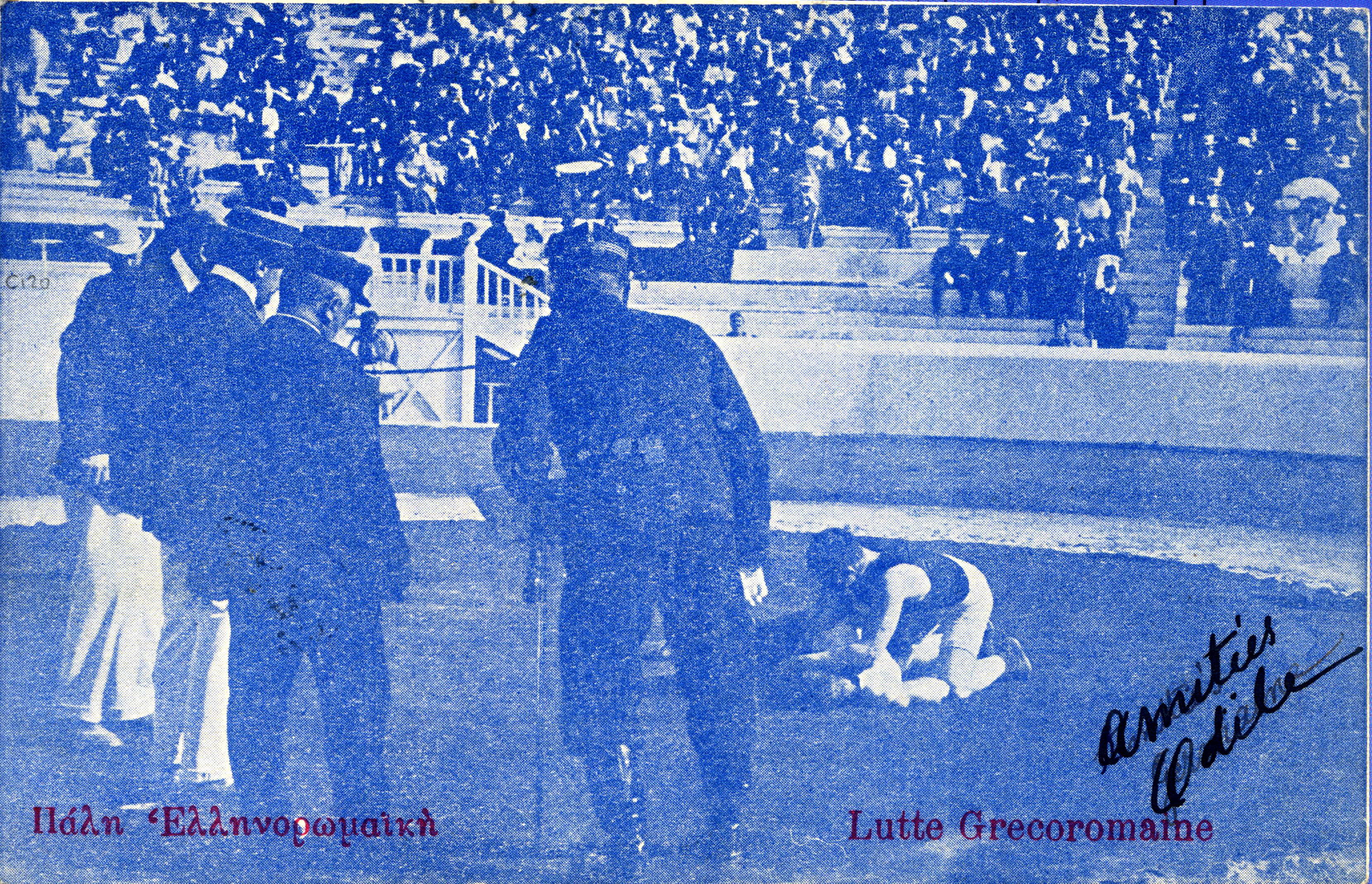
Lluita grecorromana a una postal de 1906.

| Posició | País      | Or | Argent | Bronze | Total |
| 1       | Dinamarca | 2  | 1      | 1      | 4     |
| 2       | Àustria   | 1  | 2      | 1      | 4     |
| 3       | Finlàndia | 1  | 1      | 0      | 2     |
| 4       | Bèlgica   | 0  | 0      | 1      | 1     |
| 4       | Hongria   | 0  | 0      | 1      | 1     |